# Nord Alexis
Pierre Nord Alexis (Cabo Haitiano, 2 de agosto de 1820 - Kingston, 1 de maio de 1910) foi presidente do Haiti.